# Marius Mestivier

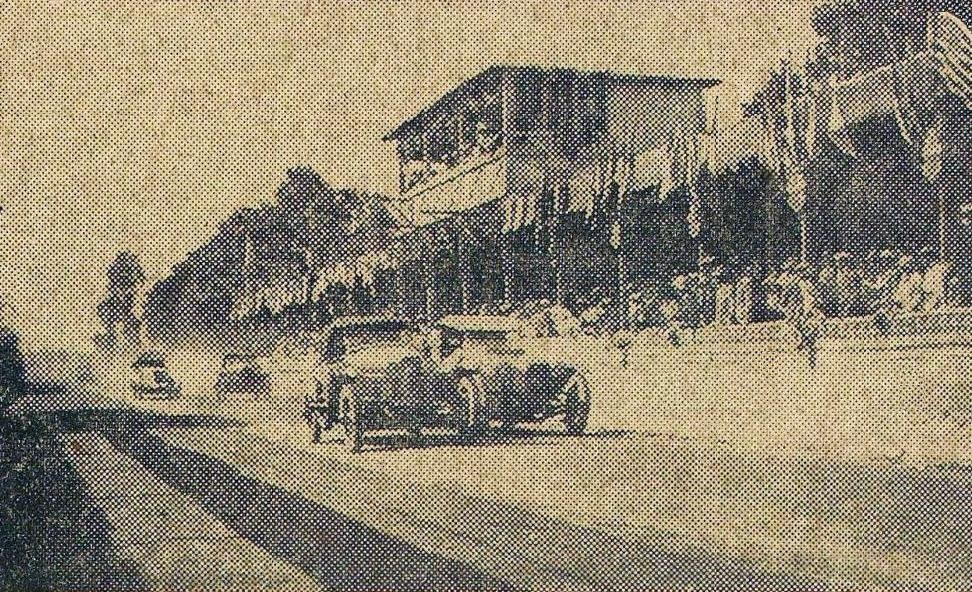
Start zum 24-Stunden-Rennen von Le Mans 1925

Marius Georges Mestivier (* 5. Juli 1895 in Chouzy-sur-Cisse; † 20. Juni 1925 in Le Mans) war ein französischer Autorennfahrer.

## Karriere als Rennfahrer
Marius Mestivier war der ältere Bruder des späteren AC-Händlers Maurice Mestivier. Marius Mestivier war Chef-Testfahrter bei Amilcar und fuhr in den frühen 1920er-Jahren Sportwagenrennen. Er wurde Siebter beim Bol d’Or 1922 (Das Rennen gewann sein Amilcar-Teamkollege André Morel) und startete zweimal beim 24-Stunden-Rennen von Le Mans.
Marius Mestivier war der erste Rennfahrer, der während des Rennens in Le Mans tödlich verunglückte. Der erste Tote bei diesem 24-Stunden-Rennen war André Guilbert der im Training zum Rennen 1925 auf einem Ravel 12CV verunglückte. Mestivier starb 1925 in seiner 18 Rennrunde auf der Ligne Droite des Hunaudières, als bei seinem Amilcar CGSS Gran Sport bei voller Fahrt die vordere Bremse blockierte und der Wagen gegen einen Baum prallte.

## Statistik

### Le-Mans-Ergebnisse
| Jahr | Team                                     | Fahrzeug                | Teamkollege | Platzierung | Ausfallgrund                   |
| ---- | ---------------------------------------- | ----------------------- | ----------- | ----------- | ------------------------------ |
| 1924 | Société Nouvelle de l’Automobile Amilcar | Amilcar Type CGS        | André Morel | Ausfall     | Leck im Öltank                 |
| 1925 | Société Nouvelle pour l’Automobile       | Amilcar CGSS Gran Sport | André Morel | Ausfall     | Tödlicher Unfall von Mestivier |